# カリブー (メイン州)
カリブー（英: Caribou）は、アメリカ合衆国メイン州北東部のアルーストック郡に位置し、同郡では2番目に人口の多い市である。2010年の国勢調査では人口8,189 人だった。

## 歴史
木こりや罠猟師が1810年代にこの地域で初めての宿営地を作った者達だった。最初の開拓者は1820年代に現在のカリブーとなった地域に入って来た。1838年から1840年、宣戦布告なきアルーストック戦争がアメリカ合衆国とカナダ（イギリス帝国領）の間に起き、1838年12月にはカリブーの戦いが起こった。この国境を巡る紛争のために、地域の入植は1842年のウェブスター＝アッシュバートン条約調印後まで遅れた。平和が快復すると、1843年からヨーロッパ人開拓者が次第に数を増して入って来るようになった。イートン・プランテーションや、半タウンシップHの一部から、カリブーは1859年4月5日にリンドンの町として法人化された。1869年、イートン、シェリダン、フォレストビルのプランテーションを併合した。同年2月26日、町名をカリブーに変更したが、3月9日にはリンドンに戻した。1877年2月8日、町の恒久的な名前として再度カリブーが確認された。当初の名前がリンドンであり、その後リンドンとカリブーの間を行ったり来たりしたのには2つの不思議な理由があった。カリブーとは1870年から1871年にスウェーデンから直接移民してきた大勢の開拓者にとって「出発点」であり、彼らは近くの「スウェーデン・コロニー」に入った。この小さな町は19世紀後半を通じて成長し1890年代にバンゴー・アンド・アルーストック鉄道が開通すると、農業生産物の輸入が増えた。これが好景気の時代となり、1960年代まで続いた。カリブーは世界でも最大のジャガイモ出荷中心となり、それに関連する産業が栄えた。
1950年代初期、市の北東にあるライムストーン町近くにローリングアメリカ空軍基地が開設された。戦略航空軍団の爆撃機や空中給油機が配属された。これが地域に大きな経済効果をもたらし、1947年には「ライムストーン空軍飛行場」の建設が始まった。カリブーは1967年2月23日に市として再度法人化されたが、1970年代には地域で伝統あるジャガイモ産業が苦境になった結果としてブームも去った。1994年には基地も閉鎖され、1980年代と1990年代は人口が減り続けた。
1984年9月、ジョゼフ・キッティンジャー大佐が一人乗り気球で初めて大西洋を横断した時の出発点になった。この飛行は市の南1マイル (1.6 km)、メインストリート沿いにあるロージー・オグラディ・バルーン・オブ・ピース公園で記念されている。この場所にはキッティンジャーの気球の大きな複製が置かれている。
カリブー公共図書館はカーネギー図書館である。地元建築家スカイラー・C・ペイジがロマネスク復古調で設計した。1911年から1912年に資本家アンドリュー・カーネギーからの援助金1万ドルで建設された。

## 地理
アメリカ合衆国国勢調査局に拠れば、市域全面積は80.10平方マイル (207.5 km2)であり、このうち陸地79.26平方マイル (205.3 km2)、水域は0.84平方マイル (2.2 km2)で水域率は1.06%である。カリブーはアルーストック川が北に曲がった所にあり、川はその後南東に向かって、ニューブランズウィック州フォートフェアフィールドの東でセントジョン川と合流する。
カリブーはアルーストック郡の地理上中心にあり、標高は449フィート (137 m) である。南からは州間高速道路95号線で、北と東からはトランス・カナダ・ハイウェイ（ニューブランズウィック州道2号線）が郡内に入る。アルーストック郡は人口が少ない中で、カリブーはアメリカ国道1号、メイン州道89号線、同161号線、同164号線、同205号線、同228号線をスポークとするハブの位置にある。2013年、市の都市化域の外にバイパスが完成した。
カリブーには市民空港があり、滑走路は東西方向と南北方向の2本を備えている。主に企業、趣味、および公的空中パトロールの用途に使われている。プレスクアイル市にあるノーザン・メイン地域空港は商業便のハブとして使われている。この空港からボストンのジェネラル・エドワード・ローレンス・ローガン国際空港まで毎日定期便が往復している。USエアウェイズとニューイングランド空輸が就航している。
海港はメイン州、ニューブランズウィック州、ケベック州の海岸に近い。最寄りの水深が深い港はケベック州リビエール・デュ・ループであり、カリブーからは120マイル (190 km) 北、セントローレンス川沿いにある。
イースタン・メイン鉄道がカリブー市とアルーストック郡を通っており、メイン州とバーモント州、カナダのケベック州とニューブランズウィック州を繋いでいる。メイン州北部、ニューブランズウィック州セントジョンやケベック州モントリオールに直接列車が運行されている。市の経済や文化はカナダのケベック州とニューブランズウィック州との結びつきが強いので、多くの事業では国境を越えた共同経営や関係が通常に見られるものになっている。

### 気候
カリブーは湿潤大陸性気候（ケッペンの気候区分ではDfb）にあり、寒く雪の多い冬と、暖かい夏が特徴である。夜は涼しく、冬は厳しいものになる。冬季の降雪量は平均111インチ (280 cm) である。2007年から2008年の冬は、197.8インチ (502 cm) の雪があり、新記録となった。月刊の平均気温は1月の10.2 °F (−12.1 °C) から7月の65.6 °F (18.7 °C) まで変化する。気温が零度 (−18 °C) を下回る日は年41日あり、冬のほとんどの日が氷点下である。気温が90 °F (32 °C) を超えるのは稀である。最初に凍結が起こる日は9月24日であり、5月15日まで続く。平均的な冬では11月から4月まで降雪がある。過去最低気温は1955年2月1日の-41 °F (−41 °C)、過去最高気温は1977年5月22日と1944年6月29日の96 °F (36 °C) だった。
| カリブー（1981年–2010年平均）の気候 | カリブー（1981年–2010年平均）の気候 | カリブー（1981年–2010年平均）の気候 | カリブー（1981年–2010年平均）の気候 | カリブー（1981年–2010年平均）の気候 | カリブー（1981年–2010年平均）の気候 | カリブー（1981年–2010年平均）の気候 | カリブー（1981年–2010年平均）の気候 | カリブー（1981年–2010年平均）の気候 | カリブー（1981年–2010年平均）の気候 | カリブー（1981年–2010年平均）の気候 | カリブー（1981年–2010年平均）の気候 | カリブー（1981年–2010年平均）の気候 | カリブー（1981年–2010年平均）の気候 |
| 月                                  | 1月                                 | 2月                                 | 3月                                 | 4月                                 | 5月                                 | 6月                                 | 7月                                 | 8月                                 | 9月                                 | 10月                                | 11月                                | 12月                                | 年                                  |
| ----------------------------------- | ----------------------------------- | ----------------------------------- | ----------------------------------- | ----------------------------------- | ----------------------------------- | ----------------------------------- | ----------------------------------- | ----------------------------------- | ----------------------------------- | ----------------------------------- | ----------------------------------- | ----------------------------------- | ----------------------------------- |
| 最高気温記録 °F （°C）              | 53 (12)                             | 59 (15)                             | 75 (24)                             | 86 (30)                             | 96 (36)                             | 96 (36)                             | 95 (35)                             | 95 (35)                             | 92 (33)                             | 82 (28)                             | 68 (20)                             | 58 (14)                             | 96 (36)                             |
| 平均最高気温 °F （°C）              | 19.5 (−6.9)                         | 23.9 (−4.5)                         | 33.9 (1.1)                          | 47.8 (8.8)                          | 62.5 (16.9)                         | 71.5 (21.9)                         | 76.0 (24.4)                         | 74.3 (23.5)                         | 65.4 (18.6)                         | 52.0 (11.1)                         | 38.3 (3.5)                          | 26.2 (−3.2)                         | 49.28 (9.6)                         |
| 平均最低気温 °F （°C）              | 0.8 (−17.3)                         | 4.2 (−15.4)                         | 15.2 (−9.3)                         | 29.5 (−1.4)                         | 40.5 (4.7)                          | 49.8 (9.9)                          | 55.2 (12.9)                         | 52.9 (11.6)                         | 44.5 (6.9)                          | 34.6 (1.4)                          | 24.7 (−4.1)                         | 10.3 (−12.1)                        | 30.18 (−1.02)                       |
| 最低気温記録 °F （°C）              | −37 (−38)                           | −41 (−41)                           | −28 (−33)                           | −2 (−19)                            | 18 (−8)                             | 30 (−1)                             | 36 (2)                              | 34 (1)                              | 23 (−5)                             | 14 (−10)                            | −8 (−22)                            | −31 (−35)                           | −41 (−41)                           |
| 降水量 inch （mm）                  | 2.71 (68.8)                         | 2.21 (56.1)                         | 2.57 (65.3)                         | 2.66 (67.6)                         | 3.33 (84.6)                         | 3.48 (88.4)                         | 4.08 (103.6)                        | 3.76 (95.5)                         | 3.31 (84.1)                         | 3.53 (89.7)                         | 3.63 (92.2)                         | 3.27 (83.1)                         | 38.53 (978.7)                       |
| 降雪量 inch （cm）                  | 24.7 (62.7)                         | 22.8 (57.9)                         | 18.9 (48)                           | 8.7 (22.1)                          | .5 (1.3)                            | 0 (0)                               | 0 (0)                               | 0 (0)                               | .1 (0.3)                            | 1.6 (4.1)                           | 10.4 (26.4)                         | 23.2 (58.9)                         | 110.9 (281.7)                       |
| 平均降水日数 （≥0.01 in）           | 14.5                                | 11.7                                | 12.6                                | 12.8                                | 14.0                                | 13.5                                | 14.2                                | 13.0                                | 11.8                                | 13.1                                | 14.3                                | 14.3                                | 159.9                               |
| 平均降雪日数 （≥0.1 in）            | 13.6                                | 10.7                                | 9.8                                 | 5.0                                 | .4                                  | 0                                   | 0                                   | 0                                   | .1                                  | 1.2                                 | 7.3                                 | 11.9                                | 60.0                                |
| 出典：NOAA (extremes 1939–present)  |                                     |                                     |                                     |                                     |                                     |                                     |                                     |                                     |                                     |                                     |                                     |                                     |                                     |

## 経済
カリブー市とアルーストック郡の全体では、ジャガイモとブロッコリが二大農産物である。地域の農夫は毎年約6万エーカー (240 km²) の農地にジャガイモの作付けを行う。ジャガイモの主な品種はラセット・バーバンク、シューピアリア、シェポディ、アトランティックである。丸くて白いジャガイモが知られている。ジャガイモはその種イモや食材に使われる他、様々に加工される。ブロッコリについてはアメリカ東海岸で最大の生産地である。
その他重要な農産物には、豆類、干し草、オート麦があり、他にも小規模な代替作物がある。牛と酪農業は成長分野である。農業関連の分野でも成長している。
その他の雇用主としては軽工業、情報技術、木工品の産業がある。ローリング・コマース・センターはカリブーから4マイル (6 km) にあり、軍用および民生重機を修復するメイン・ミリタリー・オーソリティ（従業員200人）、軍人の経理と給与支払いを行うディフェンス・ファイナンス・アカウンティング・サービス（従業員600人）、コールセンターとマーケティングを行うサイテル（従業員300人）など数社が入っている。アルーストック郡中央にあるサービス業のハブにもなっている。

## 人口動態

### 2010年国勢調査
以下は2010年国勢調査による人口統計データである。
| 基礎データ - 人口: 8,189 人 - 世帯数: 3,559 世帯 - 家族数: 2,206 家族 - 人口密度: 39.9人/km2（103.3 人/mi2） - 住居数: 3,914 軒 - 住居密度: 19.1軒/km2（49.4 軒/mi2） 人種別人口構成 - 白人: 96.0% - アフリカン・アメリカン: 0.4% - ネイティブ・アメリカン: 1.4% - アジア人: 0.7% - その他の人種: 0.2% - 混血: 1.2% - ヒスパニック・ラテン系: 0.8% | 年齢別人口構成 - 18歳未満: 21.2% - 18-24歳: 7.1% - 25-44歳: 23.2% - 45-64歳: 29.3% - 65歳以上: 19.3% - 年齢の中央値: 44歳 - 性比（女性100人あたり男性の人口） - 総人口: 92.3 世帯と家族（対世帯数） - 18歳未満の子供がいる: 27.5% - 結婚・同居している夫婦: 46.5% - 未婚・離婚・死別女性が世帯主: 11.4% - 非家族世帯: 38.0% - 単身世帯: 32.0% - 65歳以上の老人1人暮らし: 13.8% - 平均構成人数 - 世帯: 2.26人 - 家族: 2.82人 |

### 2000年国勢調査
以下は2000年国勢調査による人口統計データである。
| 基礎データ - 人口: 8,312 人 - 世帯数: 3,517 世帯 - 家族数: 2,324 家族 - 人口密度: 40.5人/km2（104.8 人/mi2） - 住居数: 3,858 軒 - 住居密度: 18.8軒/km2（48.7 軒/mi2） 人種別人口構成 - 白人: 96.22% - アフリカン・アメリカン: 0.29% - ネイティブ・アメリカン: 1.48% - アジア人: 0.91% - 太平洋諸島系: 0.07% - その他の人種: 0.08% - 混血: 0.94% - ヒスパニック・ラテン系: 0.46% 年齢別人口構成 - 18歳未満: 22.5% - 18-24歳: 6.6% - 25-44歳: 27.3% - 45-64歳: 26.2% - 65歳以上: 17.6% - 年齢の中央値: 41歳 - 性比（女性100人あたり男性の人口） - 総人口: 93.2 - 18歳以上: 88.8 | 世帯と家族（対世帯数） - 18歳未満の子供がいる: 27.7% - 結婚・同居している夫婦: 52.9% - 未婚・離婚・死別女性が世帯主: 9.7% - 非家族世帯: 33.9% - 単身世帯: 28.7% - 65歳以上の老人1人暮らし: 13.1% - 平均構成人数 - 世帯: 2.32人 - 家族: 2.84人 収入と家計 - 収入の中央値 - 世帯: 29,485米ドル - 家族: 38,378米ドル - 性別 - 男性: 29,202米ドル - 女性: 20,737米ドル - 人口1人あたり収入: 16,061米ドル - 貧困線以下 - 対人口: 12.4% - 対家族数: 8.4% - 18歳未満: 13.7% - 65歳以上: 11.9% |

## 教育
- ヒルトップ小学校、幼稚園から2年生
- ティーグパーク学校、3年生から4年生
- カリブー中学校、5年生から8年生
- カリブー高校
- ローリング・ジョブ・コーズ、カリブーの4マイル (6 km) 北東にあるローリング・コマース・センターの職業訓練学校

## 著名な出身者
- スーザン・コリンズ、メイン州選出アメリカ合衆国上院議員、共和党

## レクリエーション
カリブー市から車で1時間以内の範囲には、様々な光景や地形のあるクロスカントリースキーのコースが数多くある。市営のスキー会場が2つあり、市域内にある1つは夜間照明にビジターセンターがある。もう1つは市域から2マイル (3 km) 外にあり、距離が長い。どちらの会場もスケート・スキーやクラシック・スキーのために手入れが行き届いており、利用者からの寄付を受けている。メイン州ウィンタースポーツ・センターがカリブーにある。州内でも第一のアウトドア・スポーツの組織である。四季を通じてカリブーのレクリエーション生活で活動しており、スキー・ダッシュ、青年スキー祭、カリブー・マイル・ロードレースなど多くの行事を後援している。アルーストック郡は良く整備され広範なスノーモービル・トレイル・システムのためにスポーツに熱狂することでも広く知られている。カリブー市はアルーストック郡の1,600マイル (2,600 km) に及ぶスノーモービル・トレイル・システムのうち、170マイル (270 km) を維持している。国内でこの1,600マイル (2,600 km) に及ぶ整備されたスノーモービル・トレイル・システムの利点を生かすスノーモービル・ファンの主要観光地となっており、その位置づけは国内第3位と評価されている。スノーモービルを楽しむ人は毎日出て行って二度と同じコースを通らずに多くのルートを楽しむことができるようになっている。カナダとの国境近くに多くの町があり、スノーモービルで国境を越えて旅することもできる。アルーストック郡の中央を通っているのがノースイースト・スノーモービル・トレイルであり、国際スノーモービル・トレイルシステムはメイン州、ニューハンプシャー州、バーモント州、ケベック州を繋いでいる。
2008年、市は大規模多目的レクリエーション、福祉、コミュニティ会館を建設し、既存のレクリエーション会館に付設させた。このプロジェクトは大型の屋内水泳プールやフィットネスセンターも含めるように設計されている。
その他のレクリエーションの選択肢として、9ホールのゴルフ場1つ、多目的ハイキング、自転車乗り、全地形対応車のトレイル、4スクリーンの映画館、フリスビー・ゴルフ場1つ、ローラースケート・リンク1つ、スパッド・スピードウェイ、ボウリング場1つ、メイン・ダンス・アカデミー、幾つかの優れた公園がある。グーガン・ベリー農園には、ミニチュア・ゴルフ場、ペット動物園、回転木馬、アイスクリームがあり、秋にはトウモロコシ迷路がある。2009年には新しく屋外テニス場を完成させ、ティーグ公園にある既存のコートを補っている。

## 公衆安全
カリブーの公衆安全は1年365日、週7日、1日24時間、カリブー消防救急部およびカリブー警察部の専門職によって守られている。
カリブー消防救急部は常勤、契約およびボランティアの消防組織を組み合わせたものである。所有する機械にはスノーモービルや全地形対応車、固定翼飛行機などもある。
常勤の消防士と救急救命士が12人、契約とボランティアの消防士が30人いる。常勤職員は24時間勤務、48時間休憩のサイクルを回している。
提供する任務は、防火、鎮火、救急医療、医療施設間の短長距離搬送、高層低層救出、危険物処理、車両救出、健康教育などである。

## メディア
カリブーでは、CBS系列でプレスクアイルを本拠にするテレビ局WAGM-TVがテレビ放送を流している。これはバンゴーより北にある唯一の全出力商業放送局である。公共放送サービス系列のメイン公共放送ネットワーク、WMEM-TVや、カナダからのCBC放送も受信できる。多くの住人はディッシュ・ネットワーク、ディレクTV、タイム・ワーナー・ケーブルも利用している。
ラジオ局はFM、AM各1局がある。さらにメイン州北部、ニューブランズウィック州西部、ケベック州東部のラジオ放送も受信できる。
週刊紙の「アルーストック・レパブリカン」がカリブーで発行されている。毎日配達される日刊紙はバンゴーで発行される「バンゴー・デイリーニューズ」を購読できる。

## 芸術と文化
カリブー芸能センターは、アメリカ合衆国やカナダ全体から出し物やショーを呼んでいる。カリブー音楽部を中心に音楽の演奏公演も盛んである。音楽教育は長年カリブーの教育体系で重要な部分になっている。
カリブーではエコーズ・マガジンが発行されている。これは主にメイン州北部を対象とする田園文化と歴史遺産に関する季刊誌である。近年創刊20周年となり、全国で読まれている。カリブー・コーラル協会はアルーストック郡でこの35年間演奏会を開催しており、演奏家はメイン州北部とニューブランズウィック州西部の芸術家が参加している。

## 見どころ
- カリブー歴史協会と博物館[8]
- カリブー芸能センター[9]
- 北メイン自然史博物館[10]
- カリブー消防救急部[11]
- グレイ記念ユナイテッド・メソジスト教会と牧師館
- マッケルウェイン邸